# Flora (Zeitschrift)
Die Zeitschrift Flora mit dem Untertitel „Teutschlands Töchtern geweiht von Freundinnen und Freunden des schönen Geschlechts“ erschien zwischen 1793 und 1803 im Verlag von Friedrich Cotta und war eine der ersten Frauenzeitschriften in deutscher Sprache.

## Entstehungsgeschichte
Nachdem Friedrich Cotta in seiner Verlagsbuchhandlung die seit 1790 von Marianne Ehrmann herausgegebene Zeitschrift Amaliens Erholungsstunden nach einem Streit mit der Herausgeberin eingestellt hatte, veröffentlichte er seit 1793 die Flora als Nachfolgetitel, die, anders als Amaliens Erholungsstunden, nicht von einer Frau, sondern von Christian Jakob Zahn im Sinne einer kommerziellen Zeitschrift redigiert wurde.

## Mitarbeiter
Die Mitarbeiter veröffentlichten im Wesentlichen anonym. Bekannt ist jedoch, dass der „Damendichter“ Gottlieb Konrad Pfeffel und Ludwig Ferdinand Huber an der Zeitschrift mitgewirkt haben. Huber steuerte dabei insbesondere Übersetzungen zeitgenössischer Frauenliteratur bei, darunter Arbeiten von Isabelle de Charrière. Dass seine Frau Therese Huber die Zeitschrift herausgegeben hat, wie teilweise in biografischen Darstellungen angegeben wird, ist hingegen nicht nachgewiesen.

## Inhalt
Die Zeitschrift bot ihren Leserinnen, wie auch bereits Amaliens Erholungsstunden Musikbeilagen, Romane, Anekdoten, Briefe, Essays und Gedichte. Hinzu traten „Modeneuigkeiten“, hingegen gab es anders als bei der Vorgängerzeitschrift keine politisch und wissenschaftlich bildenden Artikel mehr. Die aktuelle feministische Forschung sieht die Flora deshalb als Rückschritt gegenüber ihren Vorgängerinnen, Sophie von La Roches Pomona und Amaliens Erholungsstunden an, zumal in einzelnen Artikeln deutlich frauenfeindliche Ansätze zu erkennen sind.